# Gaetano Chiaromonte
Gaetano Chiaromonte (Salerno, 19 marzo 1872 – Napoli, 7 novembre 1962) è stato uno scultore e pittore italiano.

## Biografia

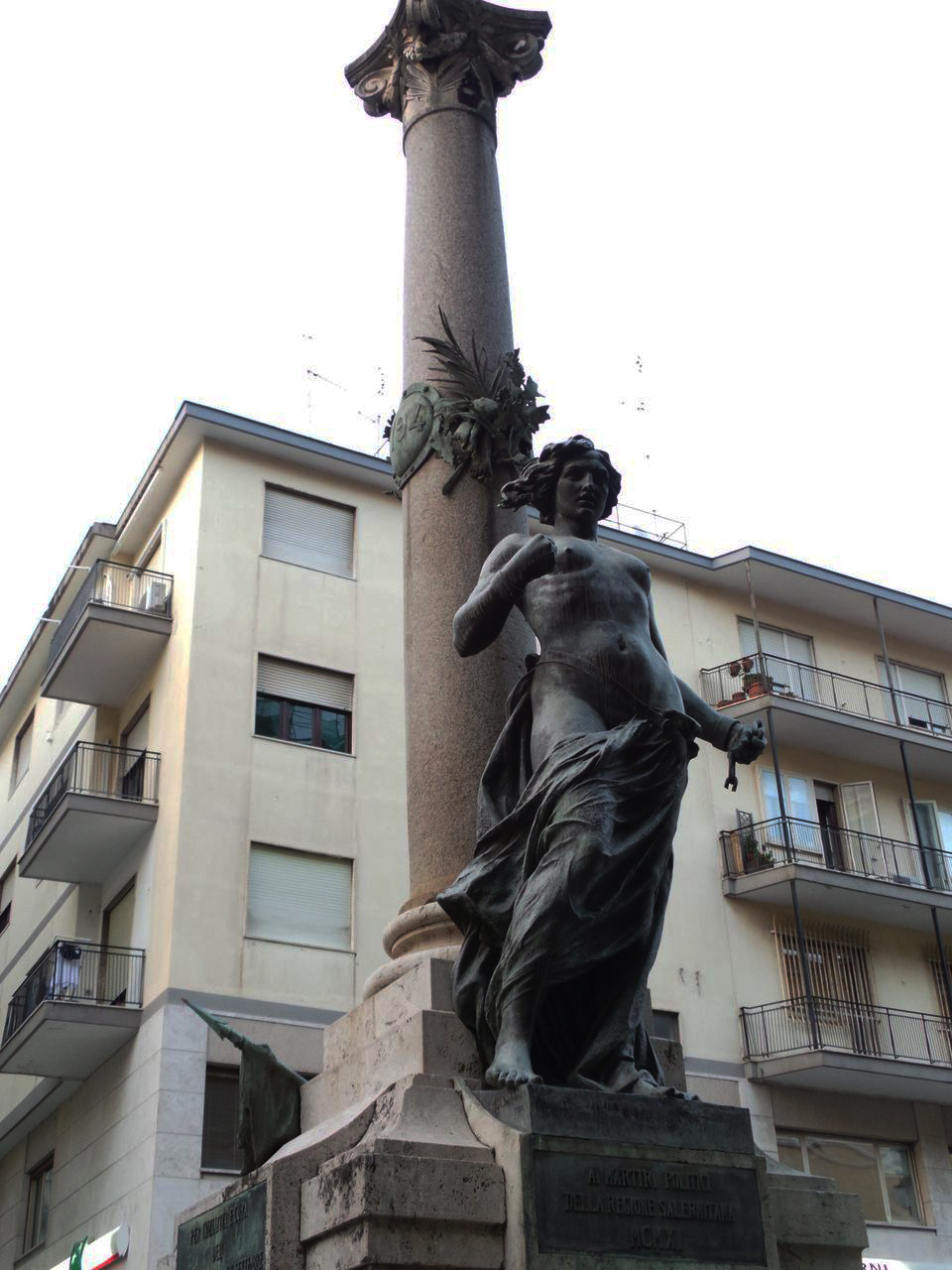
Il Monumento ai Martiri Politici della Regione Salernitana MCMXI, conosciuto come Statua della Libertà in Corso Garibaldi a Salerno

Nato a Salerno il 19 marzo 1872, Gaetano Chiaromonte, conosciuto nel mondo dell'arte come “Tanino” è scultore di lunga carriera artistica al punto che alcuni critici dell'epoca lo hanno paragonato a Luca Giordano. Egli si distingue per la grande versatilità nel plasmare le materie più varie dal marmo alla terracotta, al gesso e soprattutto il bronzo. Figlio d'arte, inizia a prendere lezioni di disegno a soli nove anni, seguito da Stanislao Lista, che lo fa iscrivere all'Accademia delle Belle Arti a Napoli. Qui segue le lezioni dello stesso Lista e di Tommaso Solari, da cui prende ispirazione per la monumentalità delle prime opere. A diciotto anni espone alla Promotrice napoletana del 1890, dimostrando uno spiccato senso di monumentalità e un disegno fermo e corretto. Nel 1903 riceve l'incarico di realizzare la statua della Madonna del Rosario per il coronamento del Santuario di Pompei. Nel primo decennio del '900 si fa ispirare dalla raffinatezza dell'Art Nouveau, recandosi dapprima a New York e poi a Caracas, dove realizza due opere pubbliche di grande impegno: il Monumento ai caduti per l'indipendenza del Venezuela e una statua di Cristoforo Colombo in bronzo. Nel 1903 gli viene affidata la realizzazione di un Monumento ai martiri del Salernitano in corso Garibaldi a Salerno. 

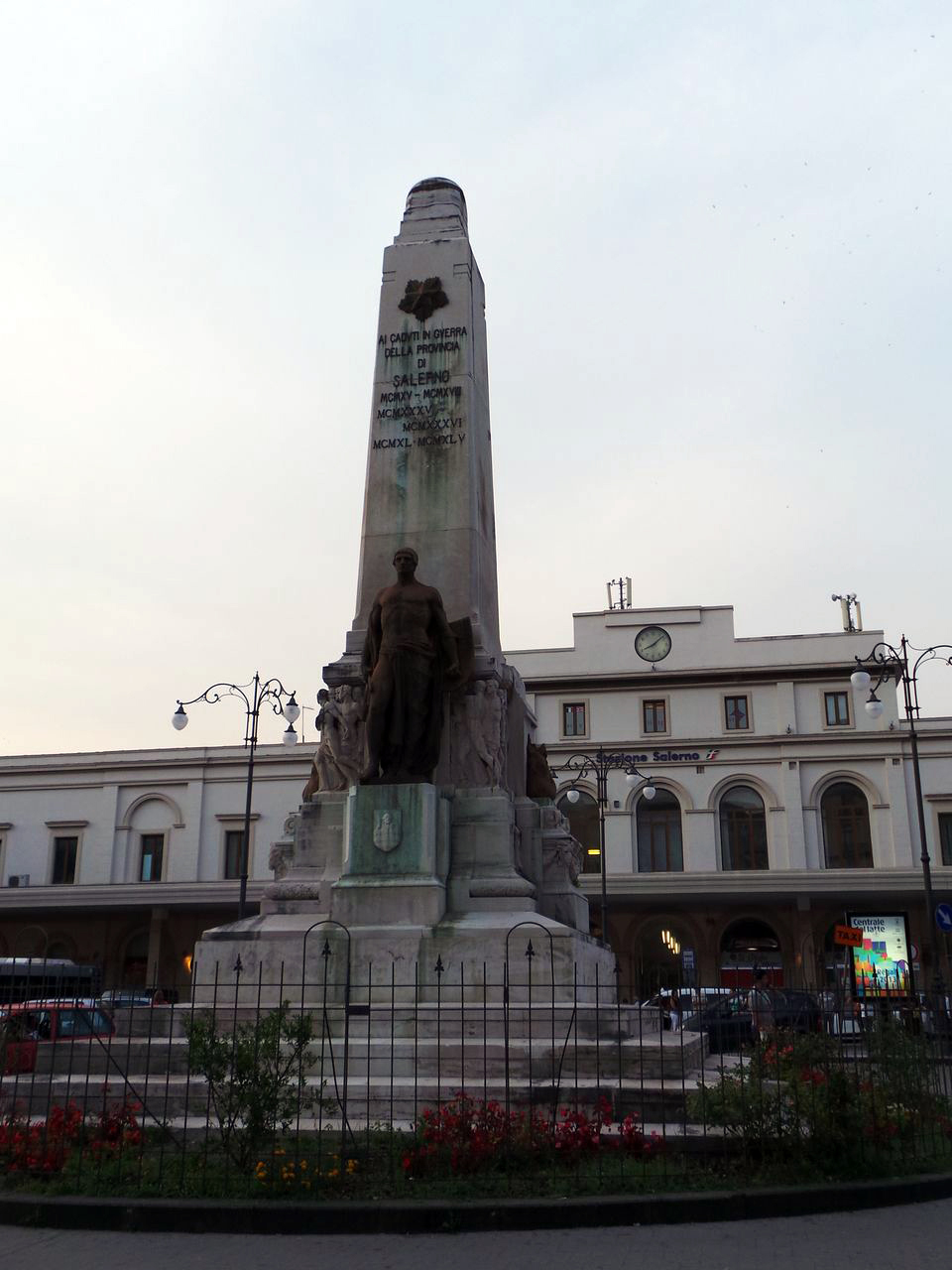
Il Monumento ai Caduti in Provincia di Salerno nella Grande Guerra, in Piazza Vittorio Veneto a Salerno

Inaugurata nel 1912, l'opera è composta da una colonna di granito antica ai cui piedi si trova una donna, seminuda, che simboleggia la Libertà che spezza le catene della tirannide. Nel 1906 espone al Salon di Parigi riscuotendo grande successo e nel gennaio del 1908 vince il Concorso per la Campania per il Sommoportico del Vittoriano di Roma. Nel 1911 realizza delle opere in bronzo di grandi dimensioni (5 m di altezza) e delle sfingi, destinate al coronamento della facciata della nuova università di Panama. Nel 1923 porta a termine il Monumento ai Caduti a Salerno, in piazza Ferrovia (oggi Piazza Vittorio Veneto), inaugurato dal Re Vittorio Emanuele III, che gli conferisce l'onorificenza di Cavaliere dell'Ordine della Corona d'italia. Nel 1926 diviene professore alla Real Accademia di Belle Arti di Napoli e, trasferitosi in città, consolida un sodalizio con la Fonderia Chiurazzi. Nella veste di direttore tecnico, sovrintende alla realizzazione della statua equestre del Generale Artigas, eretta in Uruguay, realizzata dallo scultore Angelo Zanelli.
Al 1937 risale una delle sue ultime opere di grande respiro: gli altorilievi in bronzo con soggetti di storia locale per la facciata del palazzo di Città di Salerno. Durante la seconda guerra mondiale la Fonderia Chiurazzi attraversa grandi difficoltà, ma, pur occupata dai Tedeschi, la sua produzione viene salvata grazie all'impegno economico di uno dei figli della famiglia. Dopo altri lavori a Salerno, nel 1957, Chiaromonte, ormai ottantacinquenne, smette di lavorare a causa dell'avanzare dell'età.
La sua carriera si conclude nel 1961, anno in cui il Circolo Artistico Politecnico di Napoli (Museo Giuseppe Caravita principe di Sirignano) gli dedica una personale. Muore il 7 novembre del 1962.
Secondo la tradizione, egli stesso distrusse tutti i calchi delle sue grandi opere, lasciando agli eredi solo quelli delle opere minori.

## Elenco parziale delle opere
- Opere per l'Università di Panama, Panama, 1911
- Monumento ai Martiri Politici della Regione Salernitana MCMXI, Salerno, 1912
- Monumento ai caduti a cippo[3], Montecorvino Rovella (SA), 1925
- Roberto il Guiscardo, L'entrata a Salerno di Papa Gregorio VII, La Fertilità della terra (altorilievi in bronzo) Salerno, 1934
- Busto di Giovanni Cuomo, Salerno, 1949
- Busto di Clemente Mauro, Salerno, 1949
- Statua a Giovanni Amendola, Salerno, 1951
- Ritratto di Achille d'Orsi, Napoli, 1930,
- Monumento a Carlo Pisacane, Sapri, 1933
- Monumento a Emanuele Gianturco, Avigliano, 1926[4]